# Streik bei der Berliner Verkehrsgesellschaft 1932

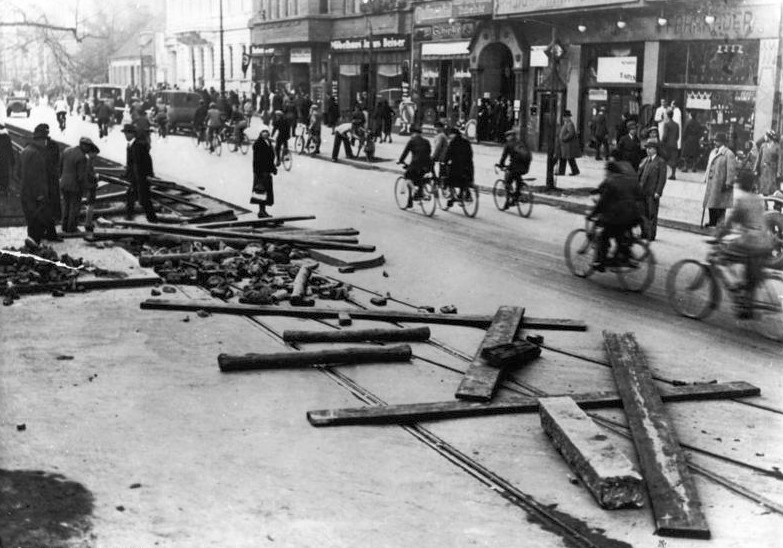
BVG-Streik 1932: Straßenbahnschienen in Berlin-Schöneberg werden blockiert, um von Streikbrechern gefahrene Straßenbahnen aufzuhalten

Im Streik bei der Berliner Verkehrsgesellschaft (BVG), der den Höhepunkt einer Welle von betrieblichen Arbeitskämpfen bildete, die auf Reichskanzler Franz von Papens Notverordnung vom September 1932 folgten, gingen in der Endphase der Weimarer Republik die Kommunistische Partei Deutschlands (KPD) und die Nationalsozialistische Deutsche Arbeiterpartei (NSDAP) gemeinsam vor.

## Vorgeschichte
Unmittelbar vor den Reichstagswahlen vom 6. November 1932 begonnen, richtete sich der Streik gegen eine Lohnkürzung, die zwischen der BVG und dem zu den freien Gewerkschaften gehörenden Gesamtverband der Arbeitnehmer der öffentlichen Betriebe und des Personen- und Warenverkehrs ausgehandelt worden war. Diese Vereinbarung war ein Kompromiss zwischen beiden Seiten. Anfangs hatte das Unternehmen eine Senkung von 14 bis 23 Pfenning die Stunde gefordert. Der Gewerkschaft gelang es die Kürzung auf zwei Pfennig pro Stunde abzusenken. Gleichwohl führte dies zu heftigen Protesten der KPD und der von ihr abhängigen Revolutionären Gewerkschafts-Opposition (RGO).
Von den 22.000 Beschäftigten der BVG gehörten etwa 1.200 der RGO, 6.000 hingegen dem Gesamtverband an. Etwa 1.200 gehörten zur Nationalsozialistischen Betriebszellenorganisation (NSBO). Etwa zwei Drittel der Beschäftigten (inklusive der NSBO-Mitglieder) waren nicht organisiert. Dennoch hatte die RGO bei der BVG eine starke Stellung, unter anderem weil sie 1932 begonnen hatte, sogenannte Einheitsausschüsse zu bilden. Aus Vertretern dieser Ausschüsse rekrutierte sich eine Delegiertenkonferenz, die am 29. Oktober zusammentrat. Von 127 Delegierten gehörten 27 dem Gesamtverband, 5 der Gewerkschaft der Eisenbahner, 5 dem Deutschen Metallarbeiterverband und 52 der RGO an. Hinzu kamen 40 Delegierte, die größtenteils nicht organisiert waren oder zu einem kleinen Teil zur NSBO gehörten. Die Konferenz bildete einen „Kampfausschuss“ zur Vorbereitung einer Urabstimmung. Unter dem propagandistischen Druck von KPD und NSDAP sah sich der Gesamtverband nicht mehr in der Lage, die alleinige Verantwortung für die weitere Entwicklung zu tragen. Er stimmte zu, dass die Urabstimmung unter der gesamten Belegschaft stattfinden sollte, statt wie üblich nur unter den Gewerkschaftsmitgliedern. Am 2. November nahmen 84 % der Belegschaft daran teil. Für den Streik stimmten 14.471 Arbeiter, 3.993 votierten dagegen. Da damit zwar eine Dreiviertel-Mehrheit der Abstimmenden, nicht aber der Beschäftigten zustande gekommen war, hätte dies nach der üblichen gewerkschaftlichen Praxis eine Ablehnung des Streiks bedeutet. So sah es zumindest der Gesamtverband, der einen Streik, bei dem es nicht nur um Lohnforderungen ging, sondern von der RGO als politischer Streik betrachtet wurde, unbedingt verhindern wollte. Diese Position war aber bei einer radikalisierten und zu einem Großteil unorganisierten Belegschaft nicht durchzusetzen. Stattdessen kam es noch am 2. November zur Wahl einer zentralen Streikleitung. In dieser konnte sich die RGO eine dominierende Stellung sichern. Neben Mitgliedern des Allgemeinen Deutschen Gewerkschaftsbunds (ADGB) und Unorganisierten wurden auch zwei Angehörige der NSBO gewählt.

## Das Kalkül der Parteien
Die Einbeziehung der NSBO in die Streikleitung entsprach zu diesem Zeitpunkt der Linie der KPD. Bereits im Herbst 1932 hatte Ernst Thälmann geäußert: „Bei der Auslösung von Streiks in den Betrieben […] sei die Hereinnahme von Nazis in die Streikkomitees […] absolut notwendig und erwünscht.“ Dahinter stand der Versuch Taktik der „Einheitsfront von unten“ zu modifizieren. Anstatt SPD-Anhänger anzusprechen, wurde diese nun auf Nationalsozialisten übertragen. Ein Grund dafür war, dass die als „Sozialfaschisten“ diffamierte SPD und die von dieser dominierte reformistische Gewerkschaftsbürokratie, wie es die KPD ausdrückte, noch immer als Hauptgegner der Partei galt. Daher hatte es auch in anderen Arbeitskämpfen schon Kooperationen von Kommunisten und Nationalsozialisten gegeben.

Die NSDAP beteiligte sich an dem Streik aus taktischen Gründen. Da sie bei den bevorstehenden Wahlen ohnehin mit Verlusten im bürgerlichen Lager rechnete, spielte dieser Teil der Wählerschaft keine entscheidende Rolle für den Entschluss. Wichtiger war für Joseph Goebbels als Gauleiter von Berlin der Einbruch in das Lager der Arbeiter: 

„Hier haben wir vor dieser Wahl noch einmal die große Gelegenheit der Öffentlichkeit zu zeigen, dass unser antireaktionärer Kurs wirklich von innen heraus gemeint und gewollt ist, dass es sich bei der NSDAP in der Tat um eine neue Art des politischen Handelns und um eine bewusste Abkehr von den bürgerlichen Methoden handelt.“

Während sich die bürgerlichen Wähler später zurückgewinnen ließen, wäre das bei den Arbeitern anders: „hat man aber den Arbeiter einmal verloren, dann ist er auf immer verloren.“ Der scheinbare soziale Radikalismus der NSBO und der NSDAP insgesamt, wie er beim Verkehrsstreik zu Tage getreten war, hat den von der NSDAP-Führung befürchteten Negativtrend bei der Reichstagswahl vom 6. November noch einmal verstärkt. Einen nennenswerten Einbruch in das Lager der Arbeiterwähler, wie von der NSDAP gehofft, brachte der sozialpolitische Radikalismus nicht. Die KPD hingegen gewann mehr als 2 Millionen Stimmen hinzu, ebenso wie die DNVP, die die Verluste der NSDAP abschöpfte.

## Streikverlauf

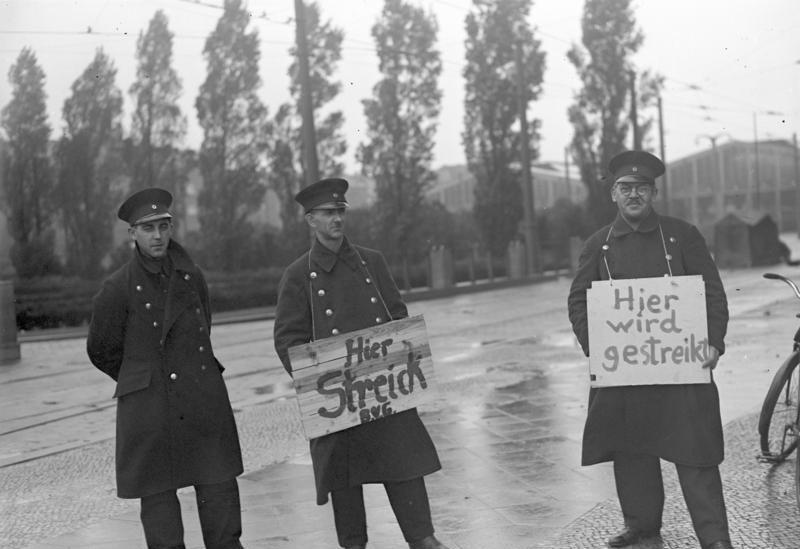
Streikposten der Straßenbahner vor dem Straßenbahn-Betriebshof Müllerstraße in Berlin

Am 3. November legte der Streik den gesamten öffentlichen Nahverkehr in Berlin lahm. Der Arbeitskampf, der sich in der Berliner Arbeiterschaft großer Sympathien erfreute, wurde von der KPD und der NSDAP propagandistisch unterstützt. Der Reichstagsabgeordnete Albert Kayser, KPD, früher Betriebsrat-Vorsitzender der BVG, dann entlassen, leitete die Streikvorbereitungen in enger Absprache mit dem ZK der KPD.
Der sozialdemokratische Vorwärts appellierte an die Beschäftigten, sich an den Gewerkschaften zu orientieren „und nicht dort, wo man am Feuer eines Lohnstreiks kommunistische oder nationalsozialistische Parteisuppe kochen möchte.“ SPD, Gewerkschaften und BVG machten in Plakaten darauf aufmerksam, dass BVG-Arbeiter sozial besser gestellt waren als andere Werktätige: Die Löhne waren gut, außerdem unterhielt die BVG Betriebswohnungen und eigene Sportvereine für ihre Mitarbeiter.
Die Reichsregierung beurteilte den Streik nicht als Lohnstreik, da die Löhne deutlich über denen der Reichsbahn lägen, sondern als politische Kraftprobe der KPD. Nach den Erkenntnissen der Regierung war die tatsächliche Zusammenarbeit von KPD und NSDAP während der Streikpraxis eher gering ausgeprägt. Als die treibende Kraft sah die Regierung eindeutig die KPD an. Gegen diese richteten sich daher auch die staatlichen Repressionsmaßnahmen. Dazu gehörte unter anderem das zeitweilige Verbot der Parteizeitung Die Rote Fahne.
In einer Radioansprache ging Reichskanzler Franz von Papen, der darauf hoffte, die NSDAP in Regierungsverantwortung bringen und dadurch zähmen zu können, auch mit den Nationalsozialisten ins Gericht: Man habe Hitler freie Hand gelassen, damit er „die der bolschewistischen Lehre verfallenen Arbeiterschaft der nationalen Sammlung zuführe“. Stattdessen sabotiere er „Arm in Arm mit den Kommunisten“ die Bemühungen der Reichsregierung, die Weltwirtschaftskrise zu überwinden – „ein Verbrechen gegen die Gesamtheit der Nation“. Daher werde „gegen solche Friedensstörer […] mit größter Strenge vorgegangen“. Die Polizei verhaftete willkürlich Teilnehmer des Streiks. In Berlin-Schöneberg kam es zu gewalttätigen Auseinandersetzungen, an denen sich sowohl Kommunisten als auch SA-Leute beteiligten. Die Polizei schoss scharf, mindestens drei Tote waren zu beklagen.
Die Gewerkschaften nutzten die Gelegenheit, um ihre Position zu verbessern. Einen ersten Schlichterspruch, der im Wesentlichen das Ergebnis der früheren Verhandlungen bestätigte, lehnten sie nunmehr ab. Als daraufhin der Schlichter den Spruch für verbindlich erklärte, forderten die Gewerkschaften ihre Mitglieder auf, die Arbeit wieder aufzunehmen. Für den Fall der Weigerung drohte den Beschäftigten von Seiten der Geschäftsführung die fristlose Entlassung. In der Folge führte die Polizei in der Nacht zum 4. November zahlreiche zum Teil willkürliche Verhaftungen durch. Am Tag darauf wurden drei Demonstranten von der Polizei erschossen, acht weitere schwer verletzt. Am 6. November fand dann die Reichstagswahl statt, die der KPD in den Berliner Arbeitervierteln Gewinne, der SPD und der NSDAP (letzterer vor allem in den bürgerlichen Vierteln der Hauptstadt) Verluste einbrachte. Als die Streikfront bröckelte, brach die zentrale Streikleitung am 7. November den Kampf ab. Am 8. November hatte sich der Verkehr wieder normalisiert. Zahlreiche Festnahmen und Kündigungen schlossen sich an. Im Lauf des Streiks hatte die BVG 2500 Arbeiter entlassen, von denen nur 900 zurückkehren durften.
Der Sozialdemokratie galt der BVG-Streik fortan als Paradebeispiel einer antirepublikanischen Einheitsfront von „Nazis“ und „Kozis“. Große Teile der Bevölkerung zeigten aber ihre Solidarität mit den Streikenden, den Ilko-Sascha Kowalczuk  daher als „herbe Schlappe für Gewerkschaften und SPD“ bezeichnet. In Wirklichkeit waren Kommunisten und Nationalsozialisten nicht koordiniert vorgegangen, sondern hatten weitgehend nebeneinanderher agiert.
Walter Ulbricht, der Politische Leiter des KPD-Bezirks Berlin-Brandenburg, stellte das Ergebnis in einem Flugblatt als Erfolg dar, musste aber kritisch einräumen, dass es Solidaritätsaktionen weder in anderen Branchen noch von Arbeitslosen gegeben hatte: Dass der politische Massenstreik ausgeblieben war, führte er auf den „Streikverrat“ von SPD und ADGB zurück. Auch wenn die KPD bei den Reichstagswahlen am  6. November 1932 als einzige Partei nennenswerte Stimmengewinne erzielte, hatte der Streik für sie insgesamt eine Niederlage gebracht: Er hatte gezeigt, dass sie einen großen Streik gegen die demokratische Arbeiterbewegung nicht durchhalten konnte, ihr Rückhalt in der Arbeiterschaft blieb schmal.

## Zeitzeugenberichte
- Horst Bednareck: Vor 70 Jahren legten die Berliner Verkehrsarbeiter‑BVG den Verkehr lahm! – Erinnerungen von Karl Binder. In: Jahrbuch für Forschungen zur Geschichte der Arbeiterbewegung, Heft III/2003. (online, PDF)
- Günter Reimann: Über den BVG-Streik 1932 – ein persönlicher Bericht und eine politische Bewertung. In: Diethart Kerbs, Henrik Stahr (Hg): Berlin 1932 – Das letzte Jahr der ersten deutschen Republik ; Politik, Symbole, Medien. (=Reihe Deutsche Vergangenheit Bd. 73 : Stätten der Geschichte Berlins.) Berlin 1992.